# Gotthard Fuchs

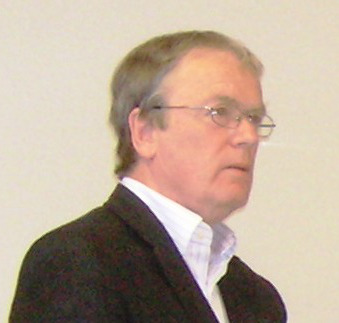
Gotthard Fuchs während eines Vortrags im Frühjahr 2008 in Bad Herrenalb

Gotthard Fuchs  (* 8. Mai 1938 in Halle) ist ein deutscher katholischer Theologe, Fachmann für Theologie der Spiritualität und Mystik, Erwachsenenbildner und Publizist.

## Leben
Nach einem Studium der Philosophie, Theologie und Pädagogik empfing Gotthard Fuchs 1963 in Paderborn die Priesterweihe. Von 1968 bis 1972 und von 1977 bis 1982 war er wissenschaftlicher Assistent und nahm theologische Lehraufträge an den Universitäten in Münster und Bamberg wahr. 1983 ernannte ihn Bischof Franz Kamphaus zum Direktor der Katholischen Akademie Rabanus Maurus der Diözesen Limburg, Mainz und Fulda. Nach dem Ende seines Wirkens als Akademiedirektor war Gotthard Fuchs von 1998 ab einige Jahre leitender Ordinariatsrat des Referats Kirche Kultur Wissenschaft im Bistum Limburg.
Darüber hinaus war Gotthard Fuchs (seit 1996) ehrenamtlicher Burgpfarrer auf Burg Rothenfels, Dozent im Rahmen des Theologischen Studienjahrs in Jerusalem und Leiter von Ferienakademien, so 2002 in Avila und 2007 im Burgenland. Seit vielen Jahren publiziert er eine Kolumne zur Alltagsrelevanz von Spiritualität und Mystik in der Zeitschrift Christ in der Gegenwart.
Gotthard Fuchs lebt heute in Wiesbaden.

## Werke (Auswahl)
- Glaube als Widerstandskraft. Alfred Delp, Edith Stein, Dietrich Bonhoeffer. Frankfurt/M. 1987.
- Männer. Auf der Suche nach einer neuen Identität. München 1988.
- Die dunkle Nacht der Sinne. Leiderfahrung und christliche Mystik. Düsseldorf 1989.